# Get Him to the Greek
Get Him To The Greek är en amerikansk komedifilm från 2010 i regi av Nicholas Stoller, med Russell Brand och Jonah Hill i huvudrollerna. Filmen innehåller flera av karaktärerna ifrån Dumpad (2008).

## Handling
Aaron Green (Jonah Hill) är anställd på ett skivbolag. Han får i uppdrag att flyga till London och se till att den brittiska skandalrockaren Aldous Snow (Russell Brand) kommer till en spelning på Greek Theatre i Los Angeles

## Rollista

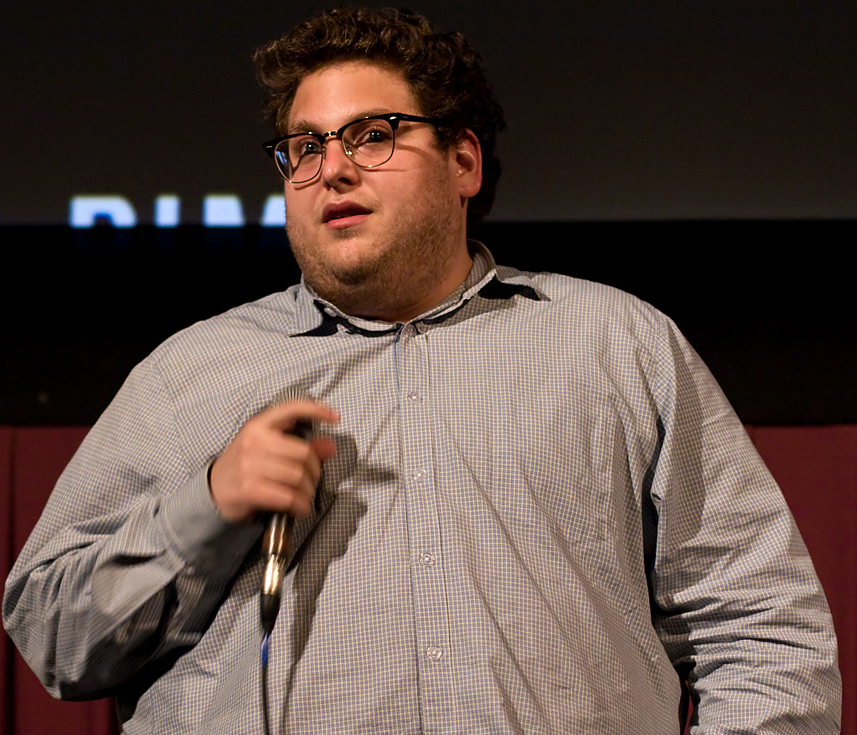
Jonah Hill vid en diskussion om filmen i Austin, 2010.

| Jonah Hill     | – Aaron Green              |
| Russell Brand  | – Aldous Snow              |
| Elisabeth Moss | – Daphne Binks             |
| Rose Byrne     | – Jackie Q                 |
| Sean Combs     | – Sergio Roma              |
| Colm Meaney    | – Jonathan Snow            |
| Kali Hawk      | – Kali Coleman             |
| Aziz Ansari    | – Matty Briggs             |
| Nick Kroll     | – Kevin McLean             |
| Ellie Kemper   | – En av Aarons medarbetare |
| Karl Theobald  | – Aldous assistent         |
| Carla Gallo    | – Destiny                  |
| Alyssa Cooper  | – Medlem i ett tjejband    |
| T.J. Miller    | – Brian                    |
| Lino Facioli   | – Naples                   |
| Kristen Schaal | – Produktionsassistent     |
| Kristen Bell   | – Sarah Marshall           |